# Mededader
Mededader is een term in het strafrecht voor een persoon die rechtstreeks aan het misdrijf heeft meegewerkt, noodzakelijke hulp heeft verleend of rechtstreeks tot het misdrijf heeft aangezet. Het begrip moet onderscheiden worden van dat van de medepleger en de medeplichtige. Een mededader is een species (deelbegrip) van het genus (overkoepelende begrip) dader.
Verschillende casussen kunnen de drie elementen van het begrip verduidelijken:
1. Twee mannen slaan ieder met een eigen knuppel wederrechtelijk samen een derde dood: beiden zijn mededaders van het misdrijf.
2. Een man reikt een tweede een langeafstandsgeweer aan opdat die een derde van grote afstand wederrechtelijk dood kan schieten: de eerste is de mededader van de tweede, de hoofddader.
3. De leider van een criminele organisatie geeft aan een lid ervan de opdracht een derde wederrechtelijk om te brengen: beiden zijn mededaders. Meestal wordt de leider als hoofddader aangemerkt.

Wie van de verschillende mededaders als hoofddader wordt aangemerkt, is voornamelijk relevant voor de strafmaat.